# Демирджихалил
Демирджихалил (на турски: Demircihalil) е село в Източна Тракия, Турция, околия Лозенград, вилает Лозенград.

## География
Селото се намира на 12 километра североизточно от Лозенград (Къркларели).

## История
В XIX век Демирджихалил е село в Лозенградска кааза на Одринския вилает на Османската империя. Според „Етнография на вилаетите Адрианопол, Монастир и Салоника“, издадена в Константинопол в 1878 година и отразяваща статистиката на населението от 1873 година, Демирджи Халил (Demirdji-Halil) има 20 домакинства и 20 жители мюсюлмани и 75 българи.